# Juniperus flaccida
El enebro, cedrillo o cedro colorado (Juniperus flaccida) es árbol perteneciente a la familia Cupressaceae.

## Clasificación y descripción
Árbol o arbusto pequeños de 5 hasta 12 metros de altura, cuyo tronco se ramifica frecuentemente a una altura de 1 a 2 m y con un diámetro de 25 a 50 cm. Copa de forma globosa de hasta 10 m de ancho. Corteza, profundamente fisurada, con placas fibrosas entrelazada de color grisáceas en su exterior y café rojizas en su interior, dividida en tiras longitudinales.  Ramas, extendidas formando una copa redondeada e irregular, las ramas que son secundarias por lo general péndulas y fláccidas, con un sistema terminal de ramas foliosas,  dispuestas en dos filas verticales opuestas.  Hojas, opuestas, con los ápices pegados al tallo y sin punta, el margen irregularmente dentado.  Inflorescencia masculinas oblongas, tetrágonas, de 2.5 mm de largo, de color amarillo, levemente violáceo o rosado, formadas por 16 escamas dispuestas por pares; inflorescencias femeninas constituidas por 8 escamas opuestas, de color blanquecino con tinte azulado. Microstróbilos (conos productores de polen), son oblongos, escamas tetrágonas, de color amarillo, violáceos o rosados, de 2,5 mm, formados por 16 escamas dispuestas por pares, anchamente ovoides que albergan 4 sacos polínicos. Megastróbilos, ya maduros lisos de 8-20 cm de diámetro, suave, con una pulpa fibroso-resinosa, de color canela hasta moreno rojizo, con una ligera cubierta de pelusilla blanquecina, endurecido al secarse debido a la resina cementante de la pulpa. Semillas de 6 a 8, hasta 13 por megastróbilo, a menudo irregularmente anguladas de 5-6 mm de largo, de color amarillento o café claro.

## Distribución
Es una especie nativa de México. Se localiza en el sur de Estados Unidos hasta el sur de México. En nuestro país, se distribuye en los estados de: Sonora, Sinaloa, Chihuahua, Nuevo León, Coahuila, Durango, Tamaulipas, Nayarit, Guanajuato, San Luis Potosí, Guerrero, Hidalgo, Morelos, Querétaro,   
Estado de México, Puebla, Michoacán y Oaxaca.

## Ambiente
Es una especie que crece y se desarrolla laderas secas, áridas, abiertas o con vegetación en barrancas, de suelos calizos muy asociada con algunas especies de pinos. En algunos sitios forman rodales exclusivos de junípero, sobre todo en altitudes de 1800 m s. n. m. También se asocia a bosques de encino en un rango altitudinal entre los 1300 – 2500 m s. n. m.,  prospera en suelos generalmente pobres, rocosos y calichosos. En bosques de pino encino es común encontrarlo entre 1000 – 2500 m s. n. m., en estas altitudes la precipitación fluctúa a entre los 600 y 2000 mm anuales, y es adaptable a variaciones de temperatura entre -6 y 30 °C. Es frecuente en los bosques perturbados de Pinus y Quercus templados y subtropicales, palmares de B. dulcis y selva baja con cactáceas columnares.

## Estado de conservación
Es una especie de gran demanda para la elaboración de muebles y artesanías debido a su color rojizo, veteado suave y aroma agradable. Además, la madera presenta textura fina e hilo recto,   características que le confieren diversos usos potenciales. En México, la extracción intensiva de madera en bosques de J. fláccida,  y el apacentamiento de ganado bovino en sus áreas de distribución natural, han ocasionado diversos cambios en su estructura poblacional, así como en su supervivencia, crecimiento y reproducción. Sin embargo, en el estado de Guerrero realizó un estudio para evaluar el efecto de las actividades anteriores, y,  en el nivel que sucede,  no representa un riesgo aparente para la viabilidad poblacional de la especie Sin embargo, el escaso conocimiento de los efectos de estas perturbaciones, es una limitante para el diseño y puesta en práctica de alternativas de aprovechamiento, manejo y conservación en toda su área de distribución natural. En México no se encuentra en ninguna categoría de protección de la NOM059. Tampoco está en alguna categoría en la lista roja de la IUCN (International Union for Conservation of Nature). Ni en CITES (Convención sobre el Comercio Internacional de Especies Amenazadas de Fauna y Flora Silvestres).